# جيم سنايدر (لاعب كرة قاعدة)
جيم سنايدر (بالإنجليزية: Jim Snyder)‏ هو لاعب كرة قاعدة أمريكي، ولد في 15 أغسطس 1932 في ديربورن في الولايات المتحدة.

## وصلات خارجية
- جيم سنايدر (لاعب كرة قاعدة) على موقع دوري كرة القاعدة الرئيسي (الإنجليزية)
- جيم سنايدر (لاعب كرة قاعدة) على موقعبيزبول رفرنس.كوم (الدوري الرئيسي) (الإنجليزية)
- جيم سنايدر (لاعب كرة قاعدة) على موقعبيزبول رفرنس.كوم (الدوري الثانوي) (الإنجليزية)
- جيم سنايدر (لاعب كرة قاعدة) على موقع مشجعي الرسوم البيانية (الإنجليزية)